# Thomas W. Hanshew
Thomas W. Hanshew (Brooklyn, Nueva York, 3 de enero de 1857 - Londres, 3 de marzo de 1914), fue un escritor, guionista y actor estadounidense. Usó diversos seudónimos como escritor, entre ellos Charlotte May Kingsley, escribiendo más de 150 novelas, varias de ellas en coautoría con su esposa Mary E. Hanshew.

## Biografía
Hanshew comenzó su carrera como actor cuando sólo tenía 16 años, interpretando papeles menores en la compañía de Ellen Terry. Posteriormente interpretó papeles importantes con Clara Morris y Adelaide Neilson. En el ámbito de la literatura, estuvo vinculado a una editorial de Londres, donde residió hasta el final de su vida. 
El personaje más conocido de Hanshew fue el detective consultor Hamilton Cleek (el supuesto nombre del rey de Maurevania), un ladrón reformado que trabajaba para las fuerzas del orden. Cleek, que es conocido como «el hombre de las cuarenta caras» por su increíble habilidad para disfrazarse, es el personaje principal de decenas de cuentos que comenzaron a publicarse durante la década de 1910 y luego serían recopilados en una serie de libros.